# Metropolie Lampi, Syvritos a Sfakia
Metropolie Lampi, Syvritos a Sfakia je jedna z metropolií Krétské pravoslavné církve pod jurisdikcí Konstantinopolského patriarchátu.

## Historie
Samostatná eparchie Syvritos existovala od 5. století do roku 826 a eparchie Lampi od 4. století. Eparchie zanikly z důvodu vpádu Arabů na Krétu.
Eparchie byla obnovena jako jedna roku 1170 se jménem Kalamos. Eparchie byla zrušena roku 1211 Benátčany. Roku 1646 byla eparchie znovuobnovena.
Roku 1831 získala jméno Lampi a Sfakia. Opět byla zrušena v roce 1845 a obnovena v roce 1863, znovu zrušena roku 1932 a obnovena roku 1935.
Roku 1962 byla eparchie povýšena na metropolii.
Roku 2000 získala své současné jméno.

## Seznam biskupů
- Pavlos (zmíněn roku 431)
- Demetrios (zmíněn roku 451)
- Prosdokios (zmíněn roku 457)
- Ioannis (zmíněn roku 667 a 681)
- Epiphanios (zmíněn roku 787)
- Nektarios (před 1723-1729)
- Manassios (před 1768/1777-1779)
- Matthaios (1779/1780 - ?)
- Pamphilios (? - 1788)
- Methodios (1788?-1793)
- Ierotheos (1793/1795-1821)
- Nikodemos (Sumasakis) (1832-1845)
- Paisios (Pergaminos) (1863-1883)
- Evmenios (Xitoudakis) (1886-1898)
- Agatangelos (Papadakis) (1900-1928)
- Evmenios (Fanourakis) (1936-1956)
- Isidoros (Rusochacakis) (1956-1968)
- Theodoros (Tzedakis) (1975-1987)
- Irenaios (Mesarchakis) (od 1990)